# Станіслав Сосницький
Станіслав Адам Сосницький (пол. Stanisław Adam Sośnicki) (12 вересня 1896, Варшава — 2 липня 1962, Варшава) — польський громадський і політичний діяч, спортсмен, військовий, дипломат. Польський консул у Києві (1934–1936) та консул у Харкові (1933–1934).

## Біографія
Народився 12 вересня 1896 року у місті Варшава. в 1915 році розпочав навчання на факультеті цивільного будівництва технічного університету Варшави, але не закінчив. З 1919 по 1931 рр. — на військовій службі в Міністерстві з військових питань, в саперній школі, саперному полку. У 1920–1923 рр. — чемпіон Польщі з легкої атлетики.
У 1926 році закінчив Дипломатичну-консульської академії політичних наук у Варшаві, Кембріджський університет у 1931 році. З 1931 року на дипломатичній службі у МЗС II Речі Посполитої; З квітня 1933 по липень 1934 рр. — консул Польщі у Києві. У серпні - вересні 1933 р. Сошніцький надсилав надсилав рапорти, у яких зазначав, що ситуація в Україні не покращилась, хоча урожай буй кращий від попереднього, однак продовжувалась примусова політика хлібозаготівлі. Масове вилучення хліба, на думку польського дипломата, зруйнувало зернове господарство і продовольчу базу  селянських господарств. З 2 серпня 1934 по 31 жовтня 1936 р. — Генеральний консул у Харкові.
У 1937–1939 рр. — очолював відділ у Міністерстві соціальної опіки Польщі.
З вересня 1939 року брав участь у Другій світові війні в званні капітана. Брав участь в обороні Варшави. З 1939 по 1945 рр. — перебував у німецьких таборах. У 1945 році повернувся до Польської Народної Республіки, де служив у званні капітана польського війська. З 1946 по 1948 рр. — Повірений у справах Польщі в Туреччині. З 1948 року працював в Управлінні Торгово-промислової деревини на посаді адміністративного директора. Він також був активістом і суддею з легкої атлетики.